# Mézières-lez-Cléry
Pour les articles homonymes, voir Mézières.
Mézières-lez-Cléry est une commune française située dans le département du Loiret en région Centre-Val de Loire.

## Géographie

### Localisation

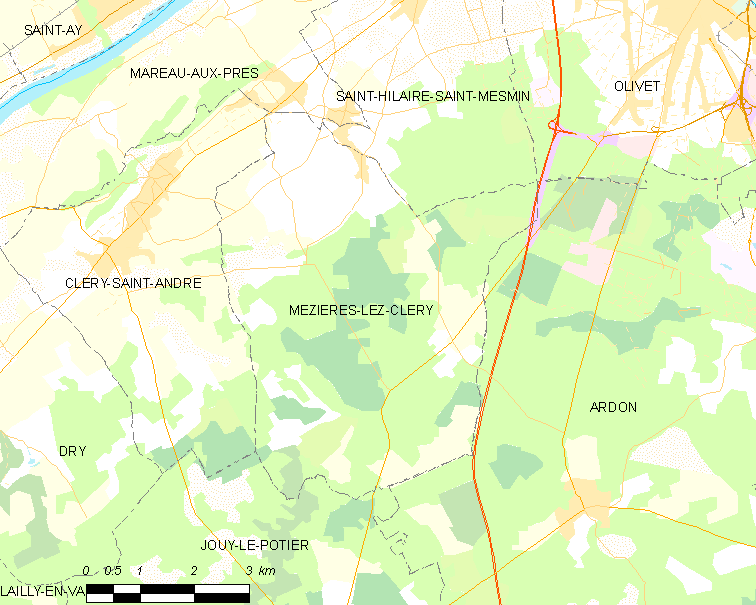
Carte de la commune de Mézières-lez-Cléry et des communes limitrophes

La commune de Mézières-lez-Cléry se trouve dans le quadrant sud-ouest du département du Loiret, dans la région agricole de la Sologne et l'aire urbaine d'Orléans. À vol d'oiseau, elle se situe à 12,1 km  d'Orléans, préfecture du département, et à 3,8 km de Cléry-Saint-André, ancien chef-lieu du canton dont dépendait la commune avant mars 2015. La commune fait partie du bassin de vie d'Orléans.
Les communes les plus proches sont : Mareau-aux-Prés (3,2 km), Cléry-Saint-André (3,8 km), Saint-Hilaire-Saint-Mesmin (5,3 km), Saint-Ay (5,9 km), Ardon (6,8 km), Dry (7,1 km), Chaingy (7,6 km), Jouy-le-Potier (7,9 km), La Chapelle-Saint-Mesmin (8 km) et Meung-sur-Loire (8,4 km).

### Lieux-dits et écarts
Manthelon ; Roland ; Nuisance ; le Bréau ; le Buisson ; les Quatre Rues ; les Muids ; la Grange ; Charennes ; le Bas des Vallées ;  la Butte des Élus ou Mont des Élus.

### Géologie et relief

#### Géologie
La commune se situe dans le sud du Bassin parisien, le plus grand des trois bassins sédimentaires français. Cette vaste dépression, occupée dans le passé par des mers peu profondes et des lacs, a été comblée, au fur et à mesure que son socle s’affaissait, par des sables et des argiles, issus de l’érosion des reliefs alentours, ainsi que des calcaires d’origine biologique, formant ainsi une succession de couches géologiques.
Les couches affleurantes sur le territoire communal sont constituées de formations superficielles du Quaternaire et de roches sédimentaires datant du Cénozoïque, l'ère géologique la plus récente sur l'échelle des temps géologiques, débutant il y a 66 millions d'années. La formation la plus ancienne est du calcaire de Pithiviers remontant à l’époque Miocène de la période Néogène. La formation la plus récente est des alluvions et colluvions du fond des vallées secondaires remontant à l’époque Holocène de la période Quaternaire. Le descriptif de ces couches est détaillé dans  les feuilles « n°397 - Beaugency » et « n°398 - La Ferté-Saint-Aubin » de la carte géologique au 1/50 000ème du département du Loiret, et leurs notices associées,.

Carte géologique de la commune.

|  | FC : | alluvions et colluvions du fond des vallées secondaires, Holocène                                 |
|  | Fy : | alluvions récentes des levées et montilles de la Loire et des basses terrasses du Loing, Holocène |
|  | Fw : | alluvions de haute terrasse de la Loire, Pléistocène (Riss), terrasse +10 -15 m                   |

|  | qCC : | alluvions Fu dites des '-Cailloutis culminants'- de Sologne, Pliocène supérieur à Pléistocène inférieur, terrasse à +50 à 60 m |

|  | m2MCO : | marnes et calcaires de l'Orléanais, Burdigalien |
|  | m1CPi : | calcaire de Pithiviers, Aquitanien              |

#### Relief
La superficie cadastrale de la commune publiée par l’Insee, qui sert de références dans toutes les statistiques, est de 27,01 km2,. La superficie géographique, issue de la BD Topo, composante du Référentiel à grande échelle produit par l'IGN, est quant à elle de 26,92 km2. Son relief est relativement plat puisque la dénivelée maximale atteint 17 mètres. L'altitude du territoire varie entre 91 m et 108 m.

### Climat
Pour des articles plus généraux, voir Climat du Centre-Val de Loire et Climat du Loiret.
En 2010, le climat de la commune est de type climat océanique dégradé des plaines du Centre et du Nord, selon une étude du CNRS s'appuyant sur une série de données couvrant la période 1971-2000. En 2020, Météo-France publie une typologie des climats de la France métropolitaine dans laquelle la commune est exposée à un climat océanique altéré et est dans la région climatique Moyenne vallée de la Loire, caractérisée par une bonne insolation (1 850 h/an) et un été peu pluvieux.
Pour la période 1971-2000, la température annuelle moyenne est de 10,9 °C, avec une amplitude thermique annuelle de 15,3 °C. Le cumul annuel moyen de précipitations est de 686 mm, avec 11 jours de précipitations en janvier et 7,2 jours en juillet. Pour la période 1991-2020, la température moyenne annuelle observée sur la station météorologique de Météo-France la plus proche, sur la commune de Fleury-les-Aubrais à 15 km à vol d'oiseau, est de 11,7 °C et le cumul annuel moyen de précipitations est de 728,8 mm,. Pour l'avenir, les paramètres climatiques de la commune estimés pour 2050 selon différents scénarios d'émission de gaz à effet de serre sont consultables sur un site dédié publié par Météo-France en novembre 2022.

### Milieux naturels et biodiversité

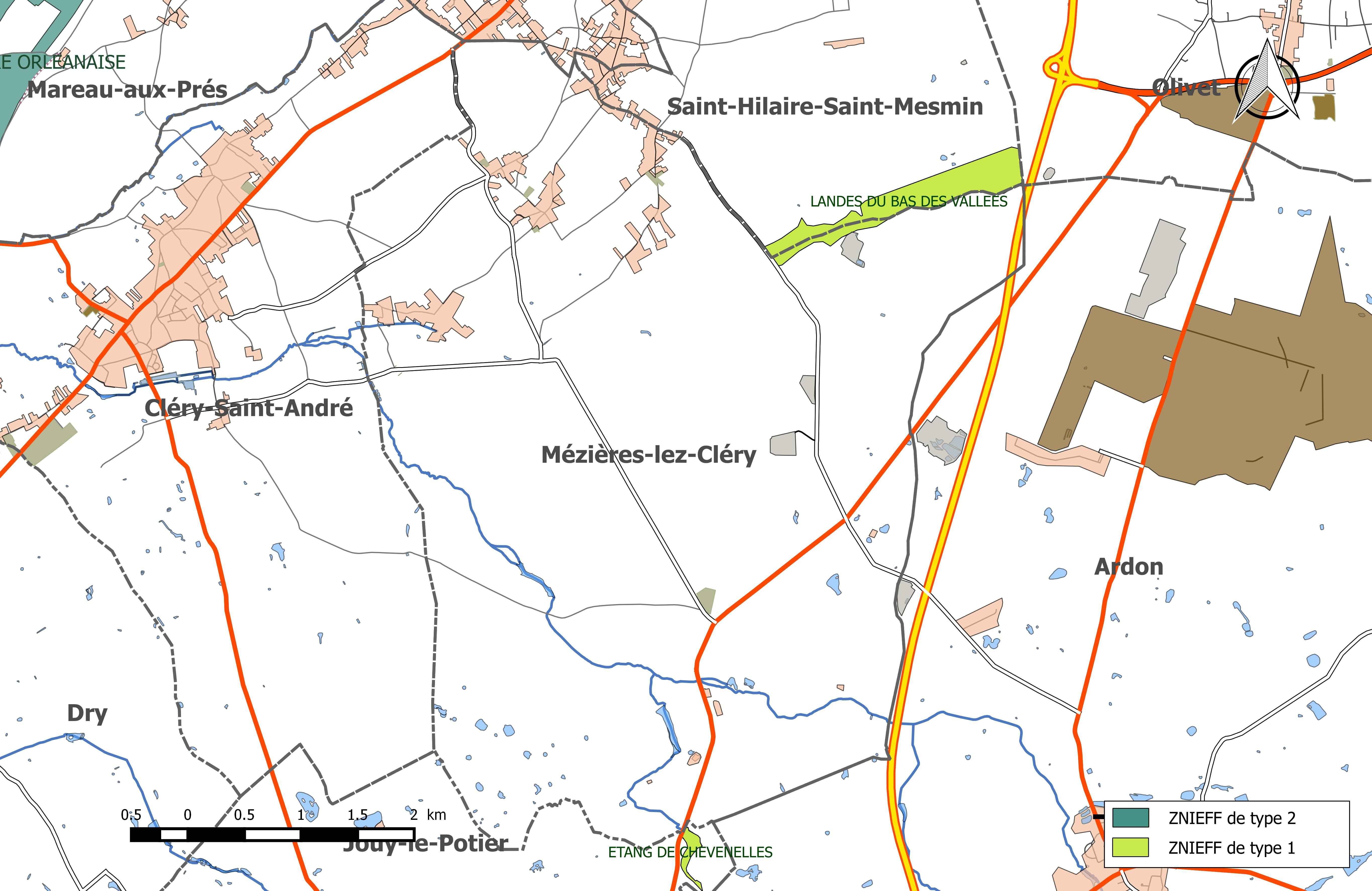
Carte des ZNIEFF de la commune et de ses abords.

L’inventaire des zones naturelles d'intérêt écologique, faunistique et floristique (ZNIEFF) a pour objectif de réaliser une couverture des zones les plus intéressantes sur le plan écologique, essentiellement dans la perspective d’améliorer la connaissance du patrimoine naturel national et de fournir aux différents décideurs un outil d’aide à la prise en compte de l’environnement dans l’aménagement du territoire. Le territoire communal de Mézières-lez-Cléry comprend une ZNIEFF :
- les « Landes du bas des vallées », de type 1[Note 2] et d'une superficie de 54,45 hectares. La zone s'étend sur trois communes : Mézières-lez-Cléry, Olivet et Saint-Hilaire-Saint-Mesmin. Elle se situe au sud de la commune de Saint-Hilaire-Saint-Mesmin et jouxte le chemin dit des Marnières qui joint Mézières-lez-Cléry au Bois de Noras[DREAL 1]. Son altitude est de 100 m[INPN 2]. La zone se situe ici au fond d'une vallée sèche qui a mis à nu des calcaires marneux (la partie supérieure des calcaires de Beauce), mais dont les flancs sont tapissés de colluvions argilo-siliceuses. Cette configuration est unique en Sologne et elle a été signalée dès le XVIIIe siècle sous la dénomination de "Vallée aux Moines". Le flanc nord du vallon était alors en partie planté de vignes. Le fond a fait l'objet d'extraction de marne jusqu'aux années 1930. Les landes abritent une station étendue d'Halimium umbellatum, espèce protégée en région Centre[INPN 3].

## Toponymie
Le nom de la localité est attesté sous les formes « Quatuor fere a monasterio millibus, in loco qui Maceriae dicitur, cellulam sibi constituit [saint Avy] ubi usque hodie oratorium in ejus nomine permanet consecratum » au Xe siècle, « In Secalonia quoque, habet [abbaye Saint-Mesmin de Micy] Macherias » en 1022, De Meseriis en 1321, Parroisse de Maizières, païs de Sauloigne en 1563, Paroisse de Saint Avy de Mézières, Mézières en Sologne entre 1721 et 1784, Mesierre au XVIIIe siècle (Carte de Cassini), Mézières lez Cléry au décret du 30 novembre 1918.

## Urbanisme

### Typologie
Au 1er janvier 2024, Mézières-lez-Cléry est catégorisée commune rurale à habitat dispersé, selon la nouvelle grille communale de densité à sept niveaux définie par l'Insee en 2022.
Elle est située hors unité urbaine. Par ailleurs la commune fait partie de l'aire d'attraction d'Orléans, dont elle est une commune de la couronne,. Cette aire, qui regroupe 136 communes, est catégorisée dans les aires de 200 000 à moins de 700 000 habitants,.

### Occupation des sols
L'occupation des sols de la commune, telle qu'elle ressort de la base de données européenne d’occupation biophysique des sols Corine Land Cover (CLC), est marquée par l'importance des forêts et milieux semi-naturels (60,6 % en 2018), en augmentation par rapport à 1990 (59,8 %). La répartition détaillée en 2018 est la suivante : 
forêts (57,9 %), zones agricoles hétérogènes (16,4 %), terres arables (14,3 %), prairies (7,6 %), milieux à végétation arbustive et/ou herbacée (2,7 %), zones urbanisées (0,8 %), zones industrielles ou commerciales et réseaux de communication (0,4 %).
L'évolution de l’occupation des sols de la commune et de ses infrastructures peut être observée sur les différentes représentations cartographiques du territoire : la carte de Cassini (XVIIIe siècle), la carte d'état-major (1820-1866) et les cartes ou photos aériennes de l'IGN pour la période actuelle (1950 à aujourd'hui).

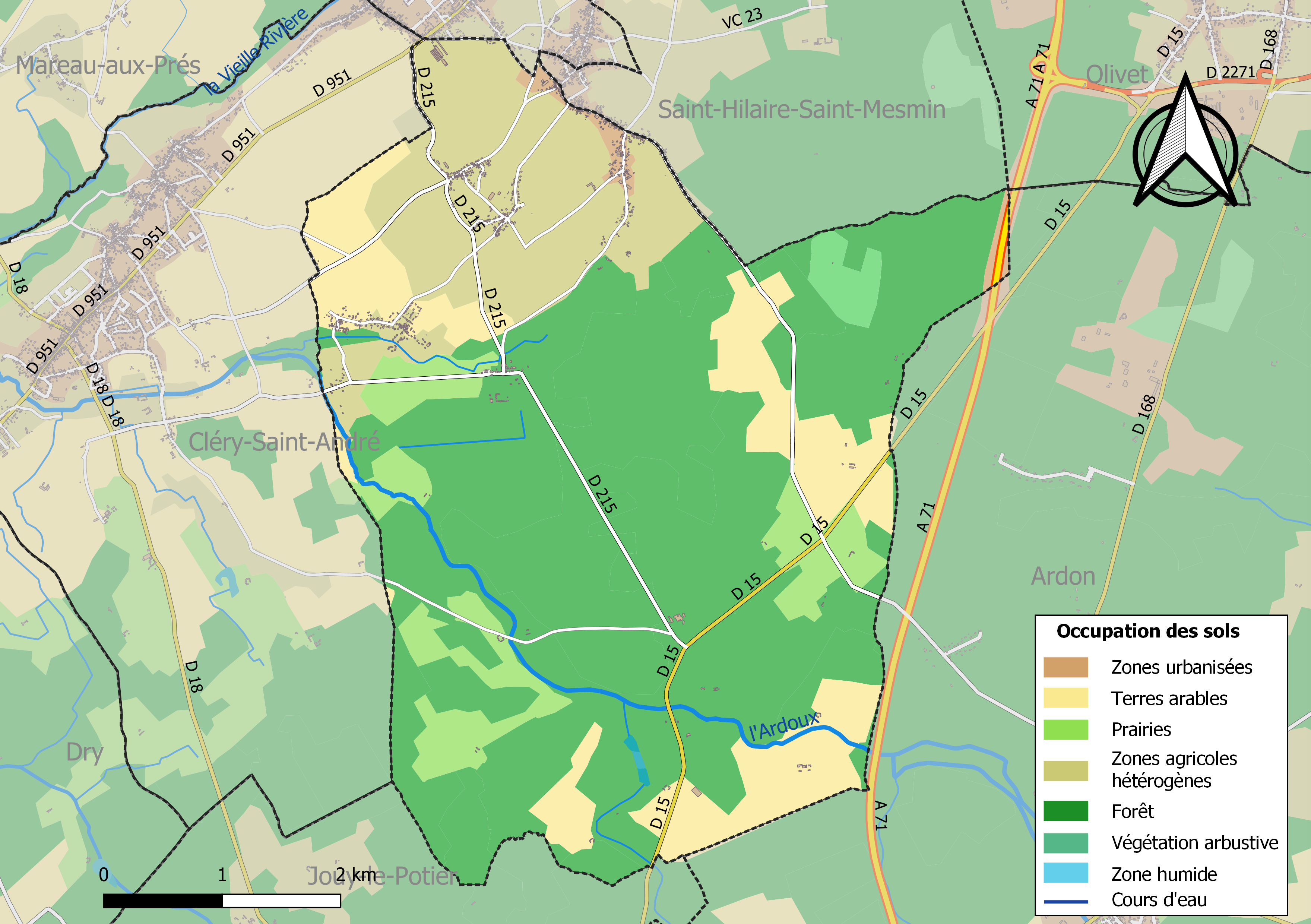
Carte des infrastructures et de l'occupation des sols de la commune en 2018 (CLC).
Carte orthophotographique de la commune en 2016.

### Planification

#### Plan local d'urbanisme
La commune prescrit l'élaboration d'un plan d'occupation des sols en septembre 1984. Le document est approuvé en septembre 1991 puis révisé en mars 2001.
La loi relative à la solidarité et au renouvellement urbains du 13 décembre 2000, dite loi SRU, complétée par la loi urbanisme et habitat du 2 juillet 2003, marque une évolution de la planification urbaine en créant notamment les plans locaux d’urbanisme (PLU), vecteurs de projets de territoire, appelés à se substituer progressivement aux plans d’occupation des sols. Le PLU contient deux éléments nouveaux par rapport au POS : le plan d'aménagement et de développement durable (PADD), qui exprime le projet de la ville par des orientations générales en matière d'urbanisme, de développement, d'équipement et de préservation de l'environnement et les orientations d'aménagement et de programmation (OAP) qui correspondent à des zooms qui peuvent porter sur des quartiers ou secteurs à mettre en valeur, réhabiliter, restructurer ou aménager, ou sur l'aménagement d'un espace public, etc. Dans ce cadre le conseil municipal prescrit la révision du Plan
d’occupation des sols et sa transformation en plan local d'urbanisme le 15 janvier 2009. Après l'enquête publique qui se déroule en novembre 2012, le document est approuvé le 30 janvier 2013,.

#### Documents d'orientations intercommunaux
La commune est membre du Pays Sologne Val-sud, qui regroupe 29 des communes de la Sologne du Loiret. Ce pays impose un certain nombre de contraintes, que les documents d’urbanisme doivent respecter en étant compatibles avec les documents d’orientations du Pays. Le pays a notamment élaboré une charte architecturale et paysagère en 2005.
En 2012 les Pays Forêt d'Orléans Val de Loire, Loire Beauce et Sologne Val Sud sont les seuls territoires du département du Loiret ne disposant pas de schéma de cohérence territoriale (SCoT). Compte tenu  de l'intérêt de cet outil pour l'avenir des territoires, les élus de ces pays décident d'engager une démarche d'élaboration de SCOT. Le comité syndical du Pays Sologne Val Sud se prononce majoritairement en mars 2013 pour prendre la compétence SCoT dans ses statuts. Les quatre communautés de communes qui composent le Pays délibèrent en avril et mai 2013 pour confier l'élaboration, la gestion et le suivi du SCoT au Pays Sologne Val Sud. Les compétences sont modifiées en ce sens en juin 2013, le périmètre du SCoT est arrêté par le préfet le 10 octobre 2013. Après étude et concertation de 2014 à 2017, le document doit être approuvé en 2018.

### Voies de communication et transports

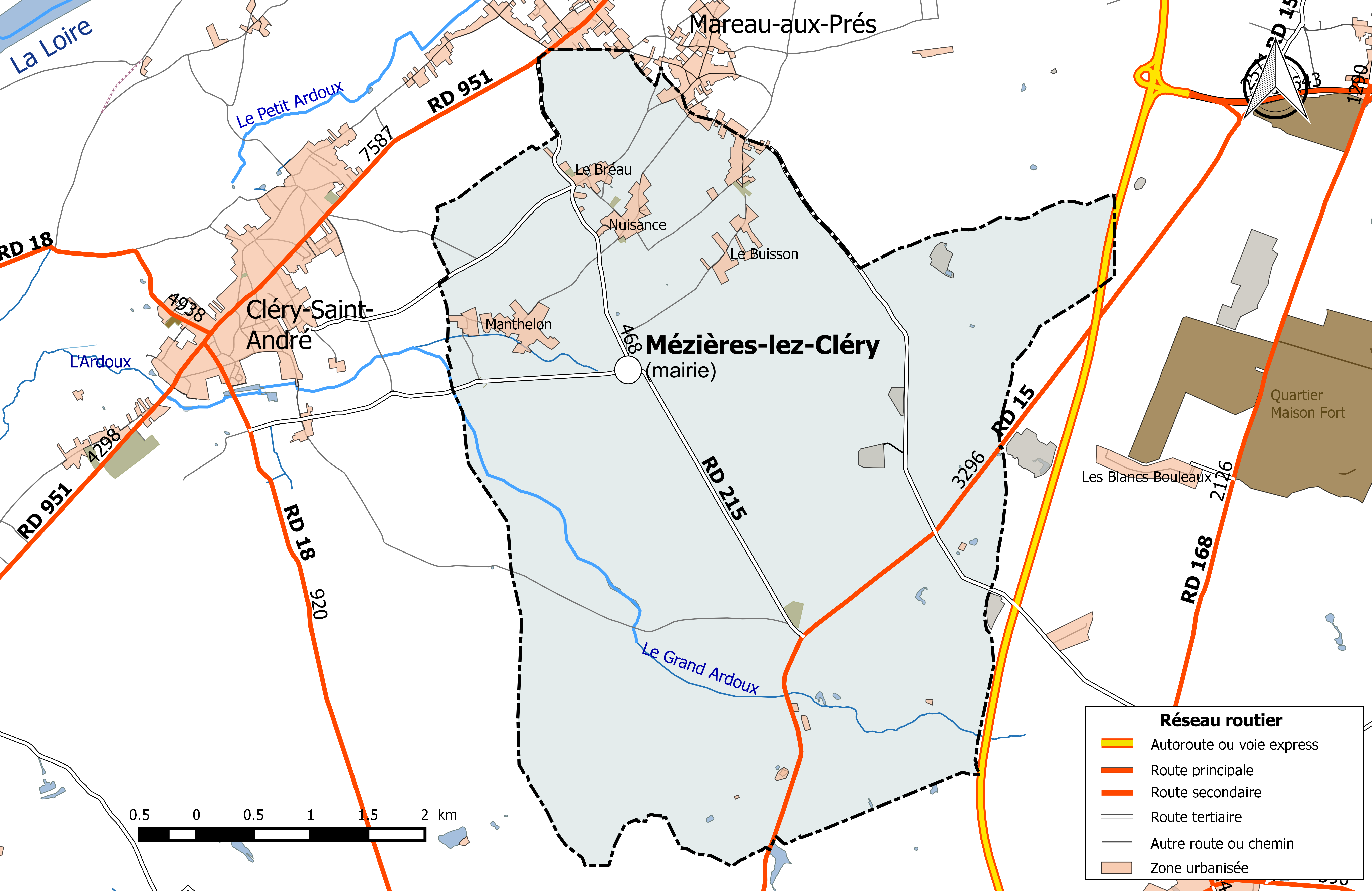
Réseau routier principal de la commune de Mézières-lez-Cléry (avec indication du trafic routier 2014).

#### Infrastructures routières
La commune est traversée par deux routes départementales : la RD 15 (3 296 véhicules/jour), qui relie Olivet à Ligny-le-Ribault et la RD 215 (468 véhicules/jour), qui est en totalité sur le territoire communal et relie la RD 15 au sud et la RD 951 au nord.
Complétant ces voies, la commune est sillonnée de plusieurs voies communales et chemins ruraux  desservant ses fermes et hameaux et les bourgs environnants.

#### Transports en commun
La commune est desservie par la ligne 8 de transports par autocar du réseau Ulys du Conseil départemental du Loiret qui relie Saint-Laurent-Nouan - Lailly-en-Val à Orléans via Cléry-Saint-André. Cette ligne propose un nombre de dessertes variable en fonction des jours ouvrables de la semaine. Des correspondances SNCF sont assurées à la gare d'Orléans et TAO et Transbeauce à la Gare routière d'Orléans.

### Risques majeurs
La commune de Mézières-lez-Cléry est vulnérable à différents aléas naturels : climatiques (hiver exceptionnel ou canicule), mouvements de terrain ou sismique (sismicité très faible). Elle est également exposée à deux risques technologiques : le risque nucléaire et le risque de transport de matières dangereuses.
Entre 1989 et 2019, deux arrêtés ministériels ayant porté reconnaissance de catastrophe naturelle ont été pris pour le territoire de la commune  pour des inondations et coulées de boue.

#### Risques naturels
Le territoire de la commune peut être concerné par un risque d'effondrement de cavités souterraines non connues. Une cartographie départementale de l'inventaire des cavités souterraines et des désordres de surface a été réalisée. Il a été recensé sur la commune plusieurs effondrements de cavités.
Par ailleurs le sol du territoire communal peut faire l'objet de mouvements de terrain liés à la sécheresse. Le phénomène de retrait-gonflement des argiles est la conséquence d'un changement d'humidité des sols argileux. Les argiles sont capables de fixer l'eau disponible mais aussi de la perdre en se rétractant en cas de sécheresse. Ce phénomène peut provoquer des dégâts très importants sur les constructions (fissures, déformations des ouvertures) pouvant rendre inhabitables certains locaux. Celui-ci a particulièrement affecté le Loiret après la canicule de l'été 2003. Une grande partie du territoire de la commune est soumise à un aléa « faible » face à ce risque, selon l'échelle définie par le Bureau de recherches géologiques et minières (BRGM).
Depuis le 22 octobre 2010, la France dispose d’un nouveau zonage sismique divisant le territoire national en cinq zones de sismicité croissante. La commune, à l’instar de l’ensemble du département, est concernée par un risque très faible.

#### Risques technologiques
Dans le domaine des risques technologiques, une partie du territoire de la commune peut être concernée par le risque nucléaire. En cas d’accident grave, certaines installations nucléaires sont en effet susceptibles de rejeter dans l’atmosphère de l’iode radioactif. Or la commune se situe partiellement à l'intérieur du périmètre de 20 km du Plan particulier d'intervention de la centrale nucléaire de Saint-Laurent-des-Eaux. À ce titre les habitants de la commune, comme tous ceux résidant dans le périmètre proche de 20 km de la centrale ont bénéficié, à titre préventif, d'une distribution de comprimés d’iode stable dont l’ingestion avant rejet radioactif permet de pallier les effets sur la thyroïde d’une exposition à de l’iode radioactif. En cas d'incident ou d'accident nucléaire, des consignes de confinement ou d'évacuation peuvent être données et les habitants peuvent être amenés à ingérer, sur ordre du préfet, les comprimés en leur possession.
La commune est exposée au risque de transport de matières dangereuses, en raison du passage sur son territoire d'un gazoduc et d'un oléoduc exploité par la société Trapil, d'une ligne de transport ferroviaire et d'un itinéraire routier structurant supportant un fort trafic (l'autoroute A71),.

## Politique et administration

### Découpage territorial

#### Bloc communal: Commune et intercommunalités
La paroisse de Mezieres acquiert le statut de municipalité avec le  décret du 12 novembre 1789 de l'Assemblée Nationale puis celui de « commune », au sens de l'administration territoriale actuelle, par le décret de la Convention nationale du 10 brumaire an II (31 octobre 1793). Il faut toutefois attendre la loi du 5 avril 1884 sur l'organisation municipale pour qu'un régime juridique uniforme soit défini pour toutes les communes de France, point de départ de l’affirmation progressive des communes face au pouvoir central.
La commune est orthographiée Mézières dans l'arrêté de 1801. En 1918, la Chambre de Commerce de Paris émet le souhait « qu'un nom de complément soit donné aux localités qui portent une dénomination identique » afin d'éviter toute confusion dans les transmissions postales et le transport des marchandises. Le gouvernement accueille favorablement cette demande et le 7 juin 1918 le préfet du Loiret invite 82 communes du Loiret ayant des homonymes dans d'autres départements à compléter leur nom. Vingt-trois conseils municipaux refusent. La commune de Mézières, quant à elle, prend le nom de Mézières-lez-Cléry à la suite du décret du 30 novembre 1918.
La commune est membre de la Communauté de communes du Val d'Ardoux depuis sa création le 31 décembre 1998, une intercommunalité issue de la transformation en communauté de communes de l'ancien SIVOM de la région de Cléry-Saint-André, créé en décembre 1964. Depuis le 1er janvier 2017, la commune est membre de la communauté de communes des Terres du Val de Loire.

#### Circonscriptions de rattachement
Sous l'Ancien Régime, à la veille des États généraux de 1789, la paroisse de Mézières était rattachée sur le plan ecclésiastique à l'ancien diocèse d'Orléans, sur le plan judiciaire au bailliage d'Orléans , sur le plan militaire au gouvernement d'Orléans et sur le plan administratif à la généralité d'Orléans, élection d'Orléans,.
La loi du 22 décembre 1789 divise le pays en 83 départements découpés chacun en six à neuf districts eux-mêmes découpés en cantons regroupant des communes. Les districts, tout comme les départements, sont le siège d’une administration d’État et constituent à ce titre des circonscriptions administratives. La commune de Mézières est alors incluse dans le canton de Cleri, le district de Beaugency et le département du Loiret.
La recherche d’un équilibre entre la volonté d’organiser une administration dont les cadres permettent l’exécution et le contrôle des lois d’une part, et la volonté d’accorder une certaine autonomie aux collectivités de base (paroisses, bourgs, villes) d’autre part, s’étale de 1789 à 1838. Les découpages territoriaux évoluent ensuite au gré des réformes visant à décentraliser ou recentraliser l'action de l'État. La régionalisation fonctionnelle des services de l'État (1945-1971) aboutit à la création de régions. L'acte I de la décentralisation de 1982-1983 constitue une étape importante en donnant l'autonomie aux collectivités territoriales, régions, départements et communes. L'acte II intervient en 2003-2006, puis l'acte III en 2012-2015.
Le tableau suivant présente les rattachements, au niveau infra-départemental, de la commune de Mézières-lez-Cléry aux différentes circonscriptions administratives et électorales ainsi que l'historique de l'évolution de leurs territoires.
| Circonscription             | Nom                 | Période   | Type                         | Évolution du découpage territorial |
| --------------------------- | ------------------- | --------- | ---------------------------- | --- |
| District                    | Beaugency           | 1790-1795 | Administrative               | La commune est rattachée au district de Beaugency de 1790 à 1795,. La Constitution du 5 fructidor an III, appliquée à partir de vendémiaire an IV (1795) supprime les districts, rouages administratifs liés à la Terreur, mais maintient les cantons qui acquièrent dès lors plus d'importance. |
| Canton                      | Cleri               | 1790-1801 | Administrative et électorale | Le 10 février 1790, la municipalité de Mezieres est rattachée au canton de Cleri,. Les cantons sont supprimés, en tant que découpage administratif, par une loi du 26 juin 1793, et ne conservent qu'un rôle électoral. Ils permettent l’élection des électeurs du second degré chargés de désigner les députés. Les cantons acquièrent une fonction administrative avec la disparition des districts en 1795. |
| Canton                      | Notre-Dame-de-Cléry | 1801-2015 | Administrative et électorale | Sous le Consulat, un redécoupage territorial visant à réduire le nombre de justices de paix ramène le nombre de cantons dans le Loiret de 59 à 31. Mézières est alors rattachée par arrêté du 9 vendémiaire an X (30 septembre 1801) au canton de Notre-Dame-de-Cléry, sous le nom de Mézières,. |
| Canton                      | Beaugency           | 2015-     | Électorale                   | La loi du 17 mai 2013 et ses décrets d'application publiés en février et mars 2014 introduisent un nouveau découpage territorial pour les élections départementales. La commune est alors rattachée au nouveau canton de Beaugency. Depuis cette réforme, plus aucun service de l'État n'exerce sa compétence sur un territoire s'appuyant sur le nouveau découpage cantonal. Le canton a disparu en tant que circonscription administrative de l'État ; il est désormais uniquement une circonscription électorale destinée à l'élection d'un binôme de conseillers départementaux siégeant au conseil départemental. |
| Arrondissement              | Orléans             | 1801-     | Administrative               | Mézières est rattachée à l'arrondissement d'Orléans depuis sa création en 1801,. |
| Circonscription législative | 1re circonscription | 2010-     | Électorale                   | Lors du découpage législatif de 1986, le nombre de circonscriptions législatives passe dans le Loiret de 4 à 5. Un nouveau redécoupage intervient en 2010 avec la loi du 23 février 2010. En attribuant un siège de député « par tranche » de 125 000 habitants, le nombre de circonscriptions par département varie désormais de 1 à 21,. Dans le Loiret, le nombre de circonscriptions passe de cinq à six. La réforme n'affecte pas Mézières-lez-Cléry qui reste rattachée à la première circonscription. |

#### Collectivités de rattachement
La commune de Mézières-lez-Cléry est rattachée au département du Loiret et à la région Centre-Val de Loire, à la fois circonscriptions administratives de l'État et collectivités territoriales.

### Politique et administration municipales

#### Conseil municipal et maire
Depuis les élections municipales de 2014, le conseil municipal  de Mézières-lez-Cléry, commune de moins de 1 000 habitants, est élu au scrutin majoritaire plurinominal à deux tours, les électeurs pouvant modifier les listes, panacher, ajouter ou supprimer des candidats sans que le vote soit nul, pour un mandat de six ans renouvelable. Il est composé de 15 membres. L'exécutif communal est constitué par le maire, élu par le conseil municipal, parmi ses membres, pour un mandat de six ans, c'est-à-dire pour la durée du mandat du conseil. Romuald Genty est maire depuis 2014.
| Période    | Période  | Identité          | Étiquette | Qualité                                                           |
| ---------- | -------- | ----------------- | --------- | ----------------------------------------------------------------- |
| 2001       | 2008     | Francis Crochet   |           | Agent PTT                                                         |
| 2008       | 2014     | Daniel Lelait     |           |                                                                   |
| avril 2014 | mai 2020 | Danielle Coroleur |           | Retraitée salariée du secteur privé                               |
| mai 2020   | En cours | Romuald Genty,    |           | Pompier professionnel Suppléant de la Députée LREM Stéphanie Rist |

## Équipements et services

### Environnement

#### Gestion des déchets
Au 31 décembre 2016, la commune est membre du syndicat mixte intercommunal pour le ramassage et le traitement des ordures ménagères (SMIRTOM) de la région de Beaugency, créé en 1971. Celui-ci assure la collecte et le traitement des ordures ménagères résiduelles en porte à porte, des emballages ménagers recyclables en porte à porte ou en points d’apport volontaire, du verre en points d’apport volontaire et des papiers en points d’apport volontaire
. Un réseau de sept déchèteries accueille les encombrants et autres déchets spécifiques (déchets verts, déchets dangereux, gravats, ferraille, cartons…). Les deux déchèteries les plus proches de la commune sont situées sur les communes de Cléry-Saint-André et Ardon. L'élimination et la valorisation énergétique des déchets est effectuée dans l'UIOM de Saran depuis 1996, exploitée par la société Orvade, filiale du groupe Véolia, par délégation de service de la communauté urbaine Orléans-Métropole.
Depuis le 1er janvier 2017, la « gestion des déchets ménagers » ne fait plus partie des compétences de la commune mais est une compétence obligatoire de la communauté de communes des Terres du Val de Loire, en application de la loi NOTRe du 7 août 2015. Dans ce nouveau cadre, le préfet du Loiret indique dans un courrier du 28 décembre 2016 aux présidents des communautés de communes concernées que le SMIRTOM de la région de Beaugency sera dissout le 30 juin 2017.

#### Production et distribution d'eau
Le service public d’eau potable est une compétence obligatoire des communes depuis l’adoption de la loi du 30 décembre 2006 sur l’eau et les milieux aquatiques. Au 31 décembre 2016, la production et la distribution de l'eau potable sur le territoire communal sont assurées par le syndicat des eaux et de l'Assainissement de Cléry-Saint-André - Mareau - Mézières - Les Muids de Saint-Hilaire (C3M), un syndicat créé en 2001 desservant quatre communes : Cléry-Saint-André, Mareau-aux-Prés, Mézières-lez-Cléry et Saint-Hilaire-Saint-Mesmin, ,. La commune est alimentée en eau potable par deux forages, le premier dit « du 
bois de la Brosse » situé au lieu-dit les Arrachis à Cléry-Saint-André et le second dit du « Fourneau » situé au lieu-dit les Muids à Mézières-lez-Cléry. L’ensemble de ces forages a une capacité de production de 3 200 m3/j et une capacité de stockage de 2 000 m3/j. Les périmètres relatifs à la protection du forage dit du « Fourneau » de Mézières-lez-Cléry ont été déclarés d’utilité publique par arrêté préfectoral du 16 mars 2001. Le territoire communal est également concerné par le périmètre de protection éloigné du captage dit « du bois de la Brosse » de Cléry-Saint-André.
La loi NOTRe du 7 août 2015 prévoit que le transfert des compétences « eau et assainissement » vers les communautés de communes sera obligatoire à compter du 1er janvier 2020. Le transfert d’une compétence entraîne  de  facto la mise à disposition gratuite de plein droit des biens, équipements et services publics utilisés, à la date du transfert, pour l'exercice de ces compétences et la substitution de la communauté dans les droits et obligations des communes,.

#### Assainissement
La compétence assainissement, qui recouvre obligatoirement la collecte, le transport et l’épuration des eaux usées, l’élimination des boues produites, ainsi que le contrôle des raccordements aux réseaux publics de collecte, est assurée   par le Syndicat des Eaux et de l'Assainissement de Cléry-Saint-André - Mareau - Mézières - Les Muids de Saint-Hilaire (C3M),,.
La commune est raccordée à une station d'épuration située sur le territoire de la commune de Cléry-Saint-André, mise en service le 1er janvier 2004 et dont la capacité nominale de traitement est de  6 000 EH, soit 1 050 m3/jour. Cet équipement utilise un procédé d'épuration biologique dit « à boues activées ». Son exploitation est assurée en 2017 par VEOLIA EAU - OLIVET,.
L’assainissement non collectif (ANC) désigne les installations individuelles de traitement des eaux domestiques qui ne sont pas desservies par un réseau public de collecte des eaux usées et qui doivent en conséquence traiter elles-mêmes leurs eaux usées avant de les rejeter dans le milieu naturel. Depuis le 1er janvier 2017, la Communauté de communes des Terres du Val de Loire assure le service public d'assainissement non collectif (SPANC), après la fusion des communautés de communes  du Val des Mauves, du Canton de Beaugency, du Val d'Ardoux et de la Beauce oratorienne située dans le Loir-et-Cher qui l'assuraient auparavant. Celui-ci a pour mission de vérifier la bonne exécution des travaux de réalisation et de réhabilitation, ainsi que le bon fonctionnement et l’entretien des installations.

## Population et société

### Démographie
L'évolution du nombre d'habitants est connue à travers les recensements de la population effectués dans la commune depuis 1793. Pour les communes de moins de 10 000 habitants, une enquête de recensement portant sur toute la population est réalisée tous les cinq ans, les populations de référence des années intermédiaires étant quant à elles estimées par interpolation ou extrapolation. Pour la commune, le premier recensement exhaustif entrant dans le cadre du nouveau dispositif a été réalisé en 2004.
En 2022, la commune comptait 857 habitants, en évolution de +3,25 % par rapport à 2016 (Loiret : +1,89 %, France hors Mayotte : +2,11 %).
| 1793 | 1800 | 1806 | 1821 | 1831 | 1836 | 1841 | 1846 | 1851 |
| ---- | ---- | ---- | ---- | ---- | ---- | ---- | ---- | ---- |
| 600  | 628  | 586  | 594  | 634  | 635  | 659  | 655  | 704  |

| 1856 | 1861 | 1866 | 1872 | 1876 | 1881 | 1886 | 1891 | 1896 |
| ---- | ---- | ---- | ---- | ---- | ---- | ---- | ---- | ---- |
| 676  | 667  | 647  | 612  | 618  | 586  | 618  | 586  | 549  |

| 1901 | 1906 | 1911 | 1921 | 1926 | 1931 | 1936 | 1946 | 1954 |
| ---- | ---- | ---- | ---- | ---- | ---- | ---- | ---- | ---- |
| 524  | 516  | 506  | 400  | 419  | 407  | 383  | 444  | 406  |

| 1962 | 1968 | 1975 | 1982 | 1990 | 1999 | 2004 | 2006 | 2009 |
| ---- | ---- | ---- | ---- | ---- | ---- | ---- | ---- | ---- |
| 425  | 427  | 421  | 549  | 583  | 604  | 635  | 703  | 778  |

| 2014 | 2019 | 2022 | - | - | - | - | - | - |
| ---- | ---- | ---- | - | - | - | - | - | - |
| 821  | 815  | 857  | - | - | - | - | - | - |

## Culture locale et patrimoine

### Lieux et monuments
Plusieurs sites figurent sur la base Mérimée du Ministère de la Culture :
- L'église Saint-Avit du XVe siècle fut reconstruite en 1891[105] contenant un christ en croix du XVIIIe siècle[106] ; deux peintures à l'huile du XVIIIe siècle représentant l'Assomption[107] et un abbé guérissant un enfant[108] ;  une statue en bois du XVIIIe siècle représentant saint Avit[109] ;
- Un château du XIXe siècle comportant un colombier du XVIIe siècle[110] ;
- château du Bailly, monument du Directoire construit par les Tassin de Charsonville ;
- Une borne routière en calcaire dite borne des quatre paroisses datant probablement du XIIIe siècle au lieu-dit du Bas des Vallées[111] ;
- Un tumulus préhistorique au lieu-dit de la Butte des élus ou Mont des élus surmonté d'un amas rocheux et d'une statue de la Vierge[112] ; des fouilles effectuées dans sa partie haute au XIXe siècle ont permis d'y découvrir quatre tombes verticales, des épées tordues rituellement, des bijoux et de la monnaie dite "gauloise", le tout datant du Ve siècle environ. Il se pourrait que le tumulus, déjà existant, ait servi une deuxième fois de sépulture au chef de l'armée wisigothe, Frédéric, frère d'Alaric, qui aurait livré bataille contre les troupes "romaines" dans la plaine située entre Mézières et Mareau-aux-Prés[réf. incomplète][113].
- Un puits en calcaire du XVIIIe siècle au lieu-dit Rolland[114] ;
- Plusieurs maisons et fermes[115].

## Enseignement
Mézières-lez-Cléry est situé dans l'académie d'Orléans-Tours et dans la circonscription de Saint Pryvé - Saint Mesmin. La commune possède une école primaire publique qui compte quatre classes.

## Vie associative
La commune compte plusieurs associations dont le comité paroissial, le comité des fêtes, le groupement d'étude et de réflexion sur la vie de Mézières-lez-Cléry, les trialistes de l'Ardoux, les planeurs de Mézières - Val de Loire.

## Personnalités liées à la commune
L'acteur et réalisateur américain Marlon Brando (1924-2004) y a loué une propriété, la « Malvoisine », pour y accueillir sa fille, Cheyenne. Cette dernière y est interpellée le 15 novembre 1991 étant suspectée de complicité d'assassinat sur son concubin.